# Sixta Heddema
Sixta Lamchiena Saltet-Heddema (Raalte, 10 de septiembre de 1912 - La Haya, 24 de enero de 1988 ) fue una grabadora, diseñadora gráfica, ilustradora y dibujante neerlandesa .

## Biografía y obra
Sixta o Six Heddema era hija del cajero Sixtus Fokko Heddema (1881-1916) y Lamchiena Grietje Luurt Hopman (1880-1977). En 1970 se casó con Arnold Hendrik Saltet (1913-1985), descendiente de la familia Saltet .
En 1931, Heddema se mudó con su madre de Assen a La Haya, donde estudió en la Academia de Artes Visuales. Conoció al artista Chris Lebeau, de quien fue alumna, que le dio clases particulares con la condición de que dejara la academia. Se desarrolló entre ellos una estrecha colaboración y amistad, en la que Lebeau y Heddema se retrataron uno al otro. Uno de estos retratos es el Portret van Sixta Heddema, de 1936, custodiado en el Drents Museum (Museo de Drente) en Assen. Durante la Segunda Guerra Mundial ambos participaron activamente en la resistencia como falsificadores. En 1943  fueron arrestados; Heddema fue liberada y cuidó de salvar la obra de Lebeau, trasladándola desde su estudio a un lugar seguro. Lebeau murió en 1945 en Dachau.
Heddema realizó retratos, paisajes y bodegones,y fue también conocida como ilustradora y dibujante.  Uno de sus dibujos, Nest met twee kuikens, realizado en 1938, es custodiado en el Rijsmuseum de Ámsterdam, y su autorretrato, sin fecha, en pincel sobre papel, fue seleccionado entre los autorretratos exhibidos en la exposición Unlimited, en el Drents Museum. Falleció a la edad de 75 años. Legó obras propias y obras de Lebeau a la "Fundación de Bellas Artes hacia 1900" .

## Obra en colecciones públicas (selección)
- Museo de Drents, Assen
- Rijksmuseum Ámsterdam